# Der Grat von Wenlock

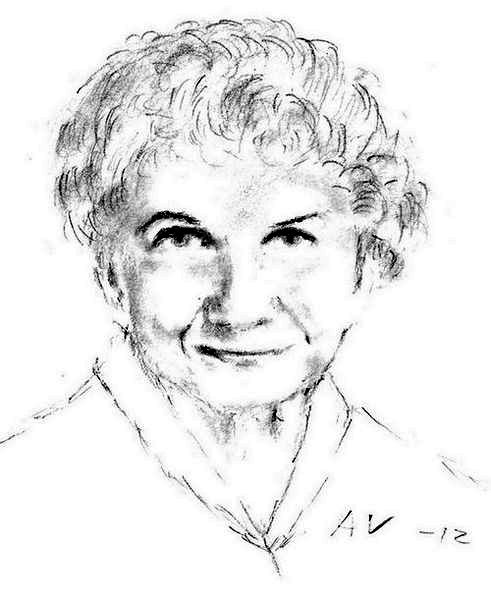
Alice Munro, Nobelpreis für Literatur 2013

Der Grat von Wenlock (im Original Wenlock Edge, 2005 bzw. 2009) ist eine Erzählung von Alice Munro. Die Geschichte handelt unter anderem vom Umgang mit Sex und Erotik in Abhängigkeitsverhältnissen zwischen Männern, die ein Auskommen haben, und Frauen, die wirtschaftlich nicht in dieser Lage sind, sowie von intrigantem Handeln. Die Unterschiede zwischen den beiden publizierten Versionen, die 4 Jahre auseinanderliegen, sind signifikant.

## Handlung
Die Ich-Erzählerin ist Studentin, als Nina ihr als Mitbewohnerin zugewiesen wird, und diese ihr etwas aus ihrem Leben erzählt und von Gemma, dem jüngsten ihrer drei Kinder, dessen Leben sie nicht hat retten können. Als Nina eines Tages erkrankt und einen Samstagabendtermin mit Mr. Purvis nicht wahrnehmen kann, einem reichen Alten, der sie zum Studieren geschickt hat und der sie durch eine Mrs. Winner beschatten lässt, springt ihre Zimmergenossin für sie ein. Die Ich-Erzählerin hat Lust auf ein gutes Essen, denn Einladungen kennt sie von einem Cousin ihrer Mutter, Ernest Botts, der sie jeden zweiten Sonntag in ein gutes Restaurant ausführt. Der Preis für diese Einladung besteht darin, dass sie sich nackt ausziehen muss, sowohl beim Mahl als auch anschließend in der Bibliothek des Reichen, wo er sich vorlesen lässt, bevor er sich zu Bett verabschiedet und sie entlässt. Als sie sich auf dem Heimweg ausmalt, wie sie das Gespräch mit Nina führen würde, muss sie bei ihrer Ankunft feststellen, dass Nina nicht da ist. Auch ein Teil ihrer Sachen ist weg. Nina taucht als neue Geliebte von Ernest Botts wieder auf. Nach kurzer Zeit ist Nina auch dort verschwunden und es bleibt offen, wohin. Ernest berichtet in Bezug auf Mr. Purvis etwas aus Ninas Vorleben, welches der Version widerspricht, die die Erzählerin von Nina gehört hatte. Die Erzählung endet damit, dass die Ich-Erzählerin schildert, wie sie vor dem Verschwinden von Nina die Wohnadresse von Ernest Botts mittels eines anonymen Briefes an Mr. Purvis preisgegeben hatte.

## Interpretationen
In Der Grat von Wenlock beschreibe die Ich-Erzählerin eine Erniedrigung, meint Werner Schuster in seiner Rezension des Bandes. Hier gehe es um rituelle Demütigung in zwielichtigen städtischen Räumlichkeiten, schreibt Isla Duncan in ihrer Analyse 2011. Erst im Alter begreife die Erzählerin, wie tief vor allem ihr eigenes Einverständnis mit dem Samstagabendarrangement sie verletzt haben, so Sylvia Staude. Die Ich-Erzählerin komme sich an dem Abend souverän und cool vor mit der Vorstellung, „dass jeder auf der Welt in gewisser Weise nackt“ sei und es werde ihr erst später schmerzhaft bewusst, dass sie doch Schande über das Vorgefallene empfinde, weil sie eingewilligt habe, meint Martin Ebel. Er beschreibt Nina als „eine fremdbestimmte Durchs-Leben-Torklerin“. Duncan findet, dass Ninas Art von Extrem die einer ruhigen Passivität ist. Lorna Bradbury hat den Band für den britischen Telegraph rezensiert und streicht heraus, dass es nicht nur um eine, sondern um mehrere Beziehungen gehe: um die der Ich-Erzählerin zu dem merkwürdigen Cousin ihrer Mutter, um die zwischen den beiden Zimmergenossinnen, von der die eine schon eine Ehe und drei Geburten hinter sich hat, von der sie ausgenutzt werde und die im Gegenzug einen brutalen Racheakt ertragen müsse. Dieses Werk sei vielleicht die beunruhigendste Geschichte in Zu viel Glück und die merkwürdige Vorlese-Szene eine der brillantesten des Bandes.

## Erzähltechnik
Von der Erzähltechnik her ist Wenlock Edge in miteinander verschränkten Behältern (emboîtement) konstruiert, hat Joanna Luft in ihrer literaturwissenschaftlichen Analyse von 2010 anhand der Zeitschriftenversion des Werkes (2005) herausgearbeitet. Die Konstruktion ebenso wie der Gang der Handlung stünden in enger Beziehung zu dem mittelenglischen Werk Sir Gawain and the Green Knight, zu dem die Ich-Erzählerin für ihr Studium eine Hausarbeit schreibt. Die Erzählerin ähnele Gawain, denn auch er schätze die Situation, in der er sich befindet, falsch ein, mache Kompromisse und sei beschämt, als er die Wahrheit herausfindet. Ähnlich wie bei Sir Gawain offenbare das emboîtement in Wenlock Edge sowohl Verräterisches als auch Komplizenhaftes bezüglich der Beziehungsarrangements, in die sich die Hauptfigur selbst verwickelt habe. Es gebe zwei Arten von Emboîtement: Einmal das des Raumes und einmal das der Ereignisse. 
Emboîtement des Raumes: Es gibt einen doppelten Rahmen aus zwei Räumen. Und in der Mitte sieht Joanna Luft die beiden Räume im Haus von Mr. Purvis stehen. Gerahmt werde dieser zentrale Platz durch den Besuch in der Stadtbücherei vorher und den in der College-Bibliothek nach dem Besuch bei Mr. Purvis; und im äußersten Rahmen durch den Gastraum im Restaurant Old Chelsea, wo sich die Erzählerin mit Ernie zu Beginn und Ende der Erzählung trifft.
Emboîtement der Ereignisse: Dieses gleicht im äußersten Rahmen und im Zentrum dem vorigen Emboîtement. Dazwischen gibt es gemäß der Analyse von Joanna Luft nicht nur einen weiteren Rahmen, sondern drei, nämlich, von innen nach außen gesehen: gleich links und rechts des Dinners bei Mr. Purvis zuvor das Kranksein von Nina, nachher Ninas Abwesenheit; im nächstäußeren Rahmen davor die Szene, in der Mrs. Winner das erste Mal überlistet wird und nach Ninas Abwesenheit die zweite Überlistung von Mrs. Winner. Im zweitäußersten Rahmen befindet sich links der Einfluss von Mr. Purvis auf Nina und rechts dessen Einfluss auf die Erzählerin. Und der äußerste Rahmen ist wie beim Emboîtement des Raumes das Essen mit Ernie.
Die Fassung von 2009 weicht vom Original signifikant ab, so Luft. Dies habe zur Folge, dass Bezugnahmen, die durch Munros Umgestaltung Ironie generieren, verschwunden seien. Hinzu komme, dass die Ähnlichkeiten mit Sir Gawain in der späteren Version weniger deutlich seien. Luft bedauert diese Änderungen und findet die erste Version gelungener und vor allem kribbeliger.

## Ausgaben und Versionen

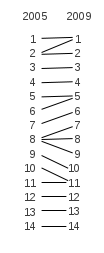
Alice Munro: "Wenlock Edge" (2005 / 2009), Versions-unterschiede nach Abschnitten

Wenlock Edge umfasst in Alice Munros dreizehntem Kurzgeschichtenband Band, To Much Happiness (2009), in englischer Sprache ca. 30 Seiten. Auf Deutsch ist „Der Grat von Wenlock“ im Band Zu viel Glück (2011) enthalten.
Die erste Version von Wenlock Edge wurde in der Ausgabe des The New Yorker vom 5. Dezember 2005 veröffentlicht. Diese Zeitschriftenversion hat dieselbe Anzahl an Abschnitten wie die spätere Buchversion, nämlich 14, aber die Abschnitte sind anders aufgeteilt, weil einige Abschnittswechsel an anderen Stellen sind.
Für die zweite Fassung wurde an vielen Stellen etwas gestrichen, es wurden vielfach Formulierungen durch andere ersetzt, und es gibt Passagen, in denen halbe oder ganze Sätze neu hinzugekommen sind. Das ist zum Beispiel zwischen den bisherigen Abschnitten 5 und 6 der Fall, die in der zweiten Version den fünften Abschnitt ausmachen. Nina und die Erzählerin hatten der Spionin ein Schnippchen geschlagen und Mrs. Winner ruft an, um herauszufinden, ob alles o.k. sei. Hier wurde ergänzt (kursiv der neue Einschub): „"... I'm fine. Absolutely. Night-night." She came swaying and smiling up the stairs. "Mrs. Winner's got herself in hot water tonight." Then she made a little leap and started to tickle me, as she did every once in a while, without the lease warning, having discovered that I was extraordinarily ticklish. One morning Nina did not get out of bed. She said she had a sore throat, a fever.“
Die Fassung von 2009 hat einen anderen Schluss als das Original. Ab „people passing me on their way to classes, on their way to have a smoke and maybe a game of bridge in the Common Room.“ geht es in der Version von 2005 so weiter: „Most of them on a course, as I was, of getting to know the ways of their own wickedness. I kept on learning things. I learned that Uricon, the Roman Camp, is now Wroxeter, a town on the Severn River.“ [Ende der Version von 2005] Im Vergleich dazu heißt es in der späteren Version ab „in the Common Room.“ hingegen: „On their way to deeds they didn't know they had in them.“ [Ende der Fassung von 2009].

## Forschungsliteratur
- Joanna Luft, Boxed In: Alice Munro’s “Wenlock Edge” and Sir Gawain and the Green Knight, in: Studies in Canadian Literature / Études en littérature canadienne (SCL/ÉLC), Volume 35, Number 1 (2010).